# リクエスト・パラダイス
リクエスト・パラダイスは、1982年10月4日から1983年4月1日までラジオ大阪で放送されていたラジオ番組。
放送時間は月曜日〜金曜日 24:30-25:00（深夜0:30-1:00）。

## 概要
リスナーからのリクエストをベースに選曲していた、ラジオ大阪音楽委員会監修の音楽リクエスト番組。1982年10月1日までこの時間に放送されていた『青春キャンパス』（文化放送制作）の近畿広域圏内での放送が、この年の10月改編を以ってABCラジオに移行したため、この後の枠に本番組がスタートした。
その当時ヒットしていた曲だけでなく、あくまでも「リスナーが今聴きたい曲」の選曲に重きを置いて、「ヒット曲を知りたい、好きな曲を聴きたい、名曲を味わいたい」の三拍子そろった形で構成されていたとしている。
曲の合間には、リスナーが知りたい歌手やアーティストの近況やコンサートスケジュール、各種イベントなどの情報を伝えていた。また、関西地方の大学のキャンパスライフを紹介するなど大学情報のコーナーも設けられていた。
6か月後の1983年4月から、本番組と同じく日替わり女性パーソナリティの音楽バラエティのワイド番組『POP STATION KISS』が平日23:00-25:00枠でスタートしたことにより終了した。

## パーソナリティ
※カッコ内はそれぞれの愛称。
- 月曜日：塚本敬子 （ヤッホー）[2]
- 火曜日：小澤志のぶ （Sheキチ）[2]
- 水曜日：寺本富士子 （ふじっ子）[2]
- 木曜日：上田美香子 （ミカ）[2]
- 金曜日：尾崎智子 （レオ）[2]